# Ben Spies
| Radovi u tijeku! |
| Jedan vrijedni suradnik upravo radi na ovom članku! Mole se ostali suradnici da NE UREĐUJU članak dok je ova obavijest prisutna. Koristite stranicu za razgovor ako imate komentare i pitanja u vezi s člankom. Kada radovi budu gotovi predložak će ukloniti suradnik koji ga je postavio na članak! Predložak može svatko ukloniti ako 6 sati nije bilo promjena u članku i njegovoj stranici za razgovor. |

Ben Spies, (Germantown, okrug Shelby, Tennessee, SAD, 11. srpnja 1984.), bivši američki vozač motociklističkih utrka i voditelj motociklističke momčadi. 

## Uspjesi u prvenstvima
Svjetsko prvenstvo - Superbike
- prvak: 2009.

AMA – Superbike
- prvak: 2006., 2007., 2008.
- drugoplasirani: 2005.

AMA – Superstock
- prvak: 2007.

AMA – Supersport 750 
- trećeplasirani: 2001.

AMA – Formula Xtreme
- prvak: 2003.

## Vanjske poveznice
- (engl.) benspies.com, wayback
- (engl.) motogp.com, Ben Spies
- (engl.) worldsbk.com, Ben Spies